# القرصاية
جزيرة القرصاية هي أحد جزر نهر النيل، يعتاش سكانها من الزراعة والصيد، وتقع في محافظة الجيزة، برزت في الأخبار بسبب تعرّض سكانها لمحاولات طرد وتهجير من قبل الجيش المصري على مدى السنوات الأخيرة بدءا من عام 2007 على الأقل بدعوى تحويل أرضها إلى محمية طبيعية  بيناما تسربت مخططات في وقتها كشفت خطط للحكومة في استثمار الجزيرة، وتحويلها لمنشأة سياحية، قام السكان بالجوء للقضاء في محاولة لحماية حقوقهم، في نوفمبر 2008 قضت محكمة القضاء الإداري بوقف تنفيذ القرار بطرد أهالي جزيرة القرصاية من أراضيهم، وتقنين أوضاع أهالي الجزيرة، وقضت بأحقية أهالي القرصاية في جزيرتهم.، 18 نوفمبر 2012، هاجمت قوات الجيش جزيرة القرصاية، وحاولت طرد السكان بالقوة بزعم أن الجزيرة ملك الجيش، مما أدى إلى وفاة مواطن إسمه محمد عبد الموجود من سكان الجزيرة برصاص الجيش، وأحيل 26من سكان الجزيرة لمحاكمة عسكريّة. وتجددت مشاكل شبيهة سنة 2012.